# Erwin Romero
Erwin Romero (Camiri, 27 juli 1957) is een voormalig Boliviaans voetballer, die speelde als spelbepalende middenvelder.

## Clubcarrière
Romero, bijgenaamd Chichi, beëindigde zijn actieve loopbaan in 1992 bij de Boliviaanse club Club Jorge Wilstermann. Hij won driemaal de Boliviaanse landstitel met twee verschillende clubs: Oriente Petrolero en Club Bolívar. Romero speelde ook in Argentinië bij Quilmes AC (1980) en in Colombia bij CA Bucaramanga (1986).

## Interlandcarrière
Romero speelde in totaal 49 interlands voor Bolivia in de periode 1977-1989, en scoorde vijf keer voor zijn vaderland. Met La Verde nam hij in totaal twee keer deel aan de strijd om de Copa América: 1979 en 1983.

## Erelijst
Oriente Petrolero
- Liga de Boliviano

1979
 Club Bolívar
- Liga de Boliviano

1982, 1983